# 约翰·克里
约翰·福布斯·克里（英語：John Forbes Kerry；1943年12月11日—）是民主黨籍的美国政治人物，曾任第68任美国国务卿以及首任美国总统气候特使。他於1985年至2013年間擔任代表麻萨诸塞州的聯邦參議員，並曾任參議院外交委員會的主席。凱瑞是民主黨在2004年總統選舉的總統候選人，但敗給了競選連任的共和黨的乔治·沃克·布什。
2012年12月21日總統巴拉克·歐巴馬提名凱瑞為接替希拉蕊·柯林頓的國務卿人選。凱瑞於2013年1月29日由參議院以94-3的投票結果獲得同意出任國務卿，自2月1日起就任，到2017年1月20日政權交接為止。2020年11月23日，乔·拜登在就任總統前宣布凱瑞将在他的内阁团队中出任首位美国总统气候特使，自2021年1月20日隨拜登政府一同就任，直至2024年3月6日辭職生效而離任。

## 早年生活与教育

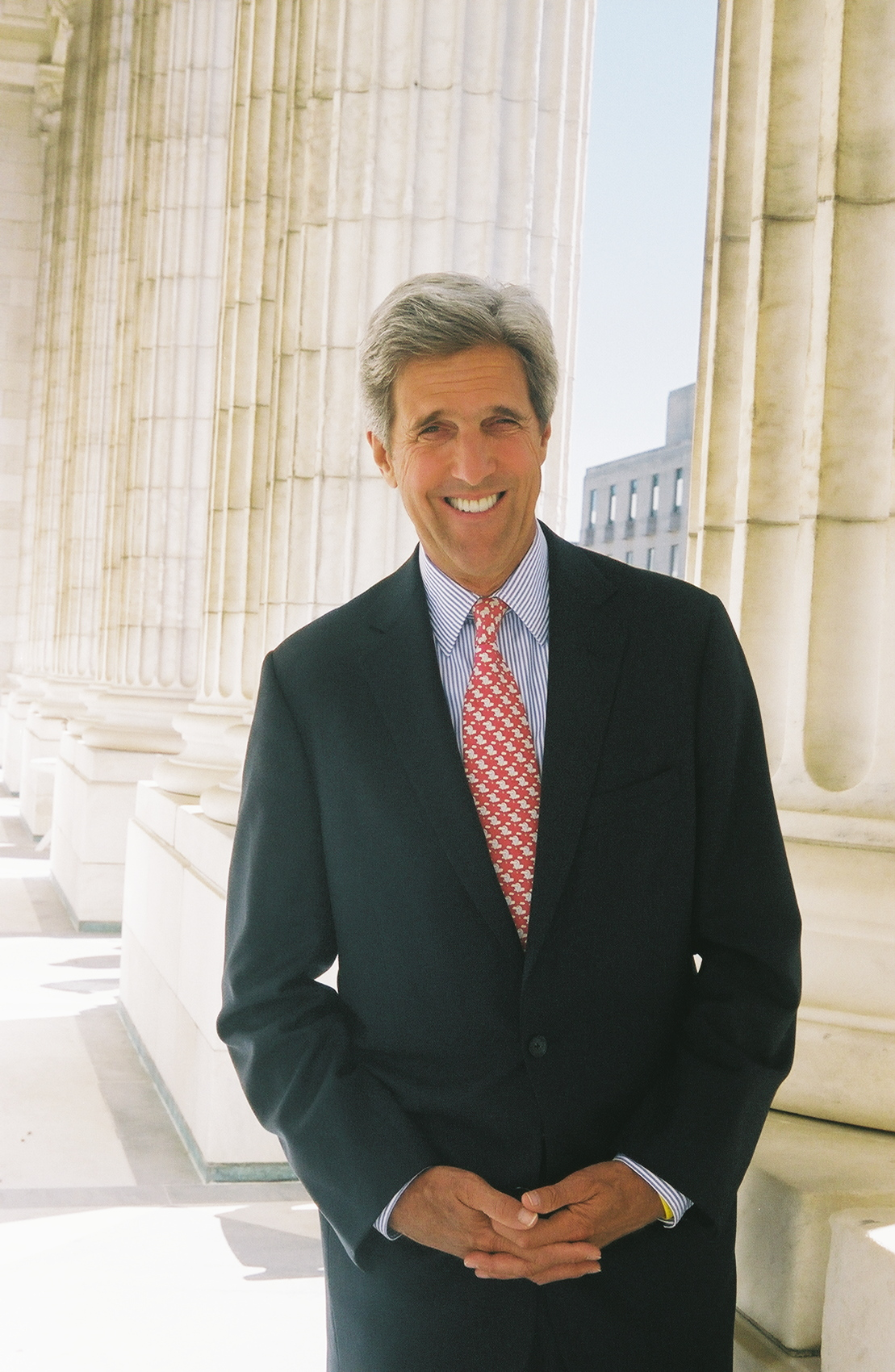
約翰·凱瑞任美國參議員時的照片

凱瑞出生于科罗拉多州丹佛市附近爱罗拉镇的菲兹蒙斯部队医疗中心（Fitzsimons Army Hospital）。他的父亲理查德·凱瑞（Richard Kerry）是一名二战陆军飞行兵团的飞机试驾员，当时正因肺结核在这家医院接受治疗。在克里出生后不久，他们一家就很快回到位于麻萨诸塞州的家。克里的家庭信奉天主教，小时候还曾做过輔祭（altar boy）。

### 家庭背景
凱瑞的祖父弗雷德里克·A·凱瑞（Frederick A. Kerry）原名弗里兹·科恩（Fritz Kohn），出生于奥匈帝国的霍尔尼·贝内绍夫(Horni Benesov)（位于今天捷克共和国摩拉维亚-西里西亚地区境内），并在奥地利一个靠近维也纳的小镇上长大。他的太太艾达·罗维（Ida née Loewe）则出生于匈牙利布达佩斯，两人都是说德语的犹太人。但在1901年，弗里兹·科恩改信了天主教，并改名为弗雷德里克·克里。他的太太也在同时与他一起皈依天主教。1905年他们抵达埃利斯岛，正式移民美国。他们的三个孩子，包括约翰·凱瑞的父亲都从小信奉天主教。一位捷克历史学家相信，艾达与16世纪布拉格一位著名的犹太哲学家犹大·罗维（Rabbi Judah Loew）有血缘关系。艾达的两个兄妹于1942年被纳粹从维也纳带到集中营后被处死。
理查德·约翰·凱瑞是约翰·凱瑞的父亲，于1916年出生于麻省。在美国陆军飞行兵团服役结束之后他又曾先后在美国外交部和美国国务院联合国事务局工作过。1937年他与来自上流社会福布斯家族的千金小姐罗丝玛丽·福布斯相识。罗丝玛丽曾受训成为一名护士，二战中在巴黎参加过红十字会的工作。两人在1941年1月完婚。
约翰·凱瑞的外祖父詹姆斯·格兰特·福布斯（James Grant Forbes）出生于中国上海，当时这个波士顿的显赫家族已经通过对华鸦片贸易赚得了丰厚的利润。克里的外祖母玛格利特·廷德尔·温斯罗普（Margaret Tyndal Winthrop）来自新英格兰一个历史悠久的家族，正是通过她，克里与包括他的竞争对手小布什在内的四任美国总统有血缘关系（他与小布什是九代远房表亲）。

### 童年岁月
凱瑞说他对童年的最早记忆是他3岁时握着他哭泣的母亲的手重返母亲在法国圣布里亚克（Saint-Briac）的老家。那次访问是在1944年8月14日之后，盟军刚刚从纳粹手中解放了这座饱受战火蹂躏的城市。家中的老宅Les Essarts在战争期间被纳粹征用为战争指挥中心。当德军撤退时他们将整座建筑烧毁。
这幢建筑在1954年被重建。克里与他的家人以后就常常到这里度暑假，克里在这儿时总爱与表亲们玩游戏。正是在这段时间内他与他的表亲、后来成为法国社会党人并参加1981年法国总统选举的Brice Lalonde成为好朋友。
由于父亲工作的缘故，克里一家经常搬家，小时候他也多次转校。许多年后，他回忆到，“让我厌烦的是，我总是在搬家，总是在道别。这对你有一种影响，让你变得冷漠，让你没有一种扎根的感觉。对小孩而言，那可不是什么太好的事。”11岁时全家搬到了柏林，而他则到瑞士一间寄宿制学校上学。当他回到柏林的家时，他会骑着自行车逛逛这座被盟军彻底摧毁了的前纳粹首都，有时候甚至会独自潜入苏联控制区，直到这一行径被父亲发现并处罚他不得再外出。儿时的克里经常独自一人生活。他曾经独自骑车横越法国，乘船从挪威到英格兰，甚至有一次还独自一人在舍伍德森林中露营。在学校时他有机会观看了电影《美人如玉剑如虹》（Scaramouche），这部电影便从此成为他最喜欢的电影，他还以电影中的主角为他的游艇起名。

### 寄宿学校（1957-1962）
当克里的父亲被派往美國駐挪威大使館工作时，將克里送回美国麻萨诸塞州的寄宿制学校上学。1957年他到麻州西牛顿村的费森顿学校（Fessenden School）读书，在那里他结识了著名将军约翰·潘兴的孙子理查德·潘兴（Richard Pershing）。
次年，克里又转到新罕布什尔州的圣保罗学校，并于1962年从该校毕业。父亲做外交官员的那份薪水不足以负担克里的学费，于是克里那位没有孩子的大姨妈克莱拉·温索（Clara Winthrop）自愿为克里付学费。克里在圣保罗学校感到格格不入，因为他信奉天主教，政治上又倾向自由派，而圣保罗学校的大多数学生都是来自共和党、新教圣公会家庭。
尽管有些难以融入圣保罗学校的环境之中，克里在这儿结识了多位好友并拓展了自己的兴趣。他学习了如何在大庭广众面前演讲，并开始对政治产生兴趣。在业余时间他喜欢玩冰球和曲棍球。他曾与美国联邦调查局局长罗伯特·米勒在同一队中打球。克里还与人组过一支乐队，他在其中是电吉他手，该乐队还在1961年出版过一张专辑，但是只发行了500张；2004年，当年专辑中的一张在拍卖网站eBay上以2551美元的价格被售出。
1959年，克里在圣保罗学校组建了「约翰·温纳特社」（John Winant Society）评论时事，该社团直到今日依然存在。1960年11月，克里进行了生命中第一篇政治演说，内容是支持约翰·F·肯尼迪参选美国总统。

### 会见肯尼迪总统（1962）
1962年，克里开始成为爱德华·肯尼迪竞选参议员的志愿工作人员。那年夏天他又开始与杰奎琳·肯尼迪同父异母的妹妹珍妮·欧勤克劳斯（Janet Auchincloss）约会。欧勤克劳斯邀请克里到她家在羅德岛上的一个农场作客。正是在这里克里第一次见到了约翰·F·肯尼迪总统。
当克里告诉肯尼迪他将进耶鲁大学深造时，毕业于哈佛的肯尼迪扮了个鬼脸（哈佛与耶鲁传统上一直是相互竞争的一流大学）。克里后来回忆道：“他对我微笑，并说，‘噢，那没关系。你知道我现在也成了个耶鲁人。’”据克里回忆，“总统后来就说了那句经典名言，‘哈佛的教育加上耶鲁的学位’”。肯尼迪实际上指的是，耶鲁大学在几周之前刚刚授予他荣誉学位的事。那天，白宫的一名摄影记者帮总统和他的友人们排了张照，克里与肯尼迪同时出现在总统的帆船上。几周之后，两人又在罗德岛的美国杯游艇赛中见面。

### 耶鲁岁月（1962-1966）
1962年秋克里进入耶鲁大学学习政治学，并于1966年获政治学学士学位。大学时期他参加了学校的足球、美式曲棍球、曲棍球和击剑队；此外他还参加飞行课程。为了赚取零用钱，暑假期间他还当过仓库运输工人，和上门推销百科全书的推销员。
大学二年级时他成为耶鲁政治联盟的主席，这一职务让他有机会参与当时各大重要的政治事件，包括影响力十分巨大的民权运动等。他也被吸收进入耶鲁大学的骷髅会。在历史教授欧斯特魏斯（Rollin G. Osterweis）的指导下，克里打败了无数来自其他学校的辩论选手，获得全国的辩论冠军。1965年3月，正值越南战争加剧之际，克里以一篇批评美国外交政策的演说而获得Ten Eyck最佳青年演说家的奖项。
在这篇演说中克里谈到，“让非洲与亚洲人民更惧怕的不是共产主义，而是西方帝国主义，因此战争终将失败。”由于他杰出的演说技巧，他被选为1966年耶鲁毕业生代表发言。该篇讲稿是在最后一刻才被匆忙改写的，并且对于美国的外交政策，包括在越南的战争，提出了严厉的批评。

## 军旅生涯（1966-1970）

### 入伍、训练与格里德利号上的巡逻任务
1966年2月18日，克里在申请推迟12个月毕业并参加到巴黎的学习请求被拒绝之后，克里自愿报名参加了美国海军后备役 。他于8月19日开始正式进入军队服务。在顺利完成美国海军训练中心军官学校的16周军事训练后，他于12月16日正式入伍。
当年圣诞节，克里与亲人道别后又到了加利福尼亚州参加海军学校为期10周的军官損害管制课程。1967年3月22日，他到美国舰队对空作战训练中心报到，接受训练成为一名战争情报中心监查官。
克里于1967年6月8日首次开始执行任务，在美国海军格里德利号（USS Gridley）导弹护卫舰上的电子部门工作，军衔少尉。1968年2月9日，格里德利号出发前往西太平洋地区进行防卫任务。在上船后的第二天，克里就请求到越南服役，提出他希望成为一名快速巡逻艇（Fast Patrol Craft，PCF）艇长。这种长五十英尺的快艇拥有铝制外壳，几乎没有钢板保护，但是装备重型武器，并且速度飞快。“我当时并不想卷入战争，”克里事后在一本1986年出版的有关越战回忆的书上提到，“当我加入快艇队时，他们还未正式参与作战。他们只是参与海岸巡逻任务。我以为我将参与类似的任务。”
格里德利号造访了许多地方，包括新西兰的惠灵顿、北越的北部湾和菲律宾等地。此时格里德利号还未曾与敌人交火，并于5月27日开始返航。6月6日，格里德利号安全返抵美国加州。
返航后10天，克里晋升中尉；6月20日克里离开格里德利号，到科罗拉多州的海军两栖基地受训。11月17日克里完成训练之后，于12月1日抵达南越金兰湾第1岸勤戰隊（Coastal Squadron 1）报到。

### 快艇船长
克里在快艇队曾做过两艘快艇的艇长，参与过“海皇行动”（Operation Sealords）。该行动的目标是向越南人民军控制区深入，而快艇队的任务是在湄公河三角洲窄小的水域——运河、水湾和海湾——内巡逻，监视敌军动向，阻断敌人水上补给线，引诱敌人攻击或暴露敌人的军事力量。
克里在快艇队做了4个月的艇长，他的第一艘船是快艇PCF-44，他带领船上的5名成员在敌军控制区内巡逻。1969年1月克里被调到快艇PCF-94上担任船长。在此后的48天内他在这条船上指挥了18次任务。

#### 第一颗紫心勋章
1968年12月2日晚，克里和他的同伴正在金兰湾地区执行巡逻任务，两名船员报告克里发现有人员从一条船上奔往海岸线。在越南人拒绝了停止靠近海岸的警告后，克里下令开火。交火中克里左手臂肘部上侧遭到榴霰弹攻击受伤，克里在次日立即返回岗位并照常巡逻。由于这次事件，克里获得了他的第一颗紫心勋章。

## 政治生涯

### 调查国际商业信贷银行
国际商业信贷银行是美国中央情报局用于资助美洲和中亚地区反苏活动的傀儡机构。1992年时任参议员的克里领导了对该银行的调查，并主笔有关报告呈交参议院外交委员会。由于资助的对象常常是恐怖分子和独裁者而引发了广泛关注，并导致该银行被关闭。

### 两岸关系
1996年中華民國總統選舉發生台灣海峽飛彈危機，美國總統比爾·柯林頓派遣美國海軍航空母艦前往台灣海峽附近，克里讚揚柯林頓果斷，「換成是我，我也會這麼做。」
2000年中華民國總統選舉前，克里接受中央通訊社訪問時明言反對台灣透過華盛頓特區某公關公司大力遊說的《台灣安全加強法》；他說，這項法案不但無法強化台灣的國防安全，甚至可能造成亞太地區動盪不安；他也直言，他非常關切民主進步黨總統候選人陳水扁支持台灣獨立的立場，一旦台灣宣布獨立，中國必將武力犯台；他希望本次選舉選出的新總統言行能理性負責，並儘速和中國展開對話。
2001年，美国总统乔治·沃克·布什說「竭盡所能捍衛台灣」，克里隨即指稱，若美國放棄模糊策略，「會有嚴重後果且不符台灣利益」，因為「模糊策略一方面阻止中國在海峽動武，一方面阻止台灣宣布獨立——那可能激起戰爭」。
2004年1月6日，民主黨2004年美國總統選舉初選電視辯論會上，主持人詢問表示台灣的陳水扁政府準備舉行一項「被形容為具有挑釁意味的公投」，有人擔心這將使台灣走向獨立，如果必須做個選擇，「總統應該跟台北吵鬧不休的民主人士還是北京的獨裁者站在一起？」克里回答，美國應該對台灣採取強硬立場，他表明美國雖然支持台灣的民主，也認同台灣建立的資本主義社會，但不會允許台灣宣布獨立，台灣宣布獨立是美國無法接受的事；克里在電視辯論中亦表示解決台海兩岸問題的方式是仿照美國對香港和澳門的立場，在未來繼續推動一國兩制。

### 参与总统竞选
2000年美國總統選舉，克里投入民主黨初選，但未获成功。民主黨總統候選人、副總統艾爾·高爾曾考慮選擇克里為其副手，但是克里過于鮮明的自由派色彩不利於高爾爭取中間選民。2000年8月13日，高爾宣布選擇溫和派的喬·李伯曼為其副手。
2003年，克里在參議院投下贊成票，授權美國政府領導各國發動伊拉克戰爭，但之後立場卻改為反戰，被批為「騎牆派」。
2004年7月29日，克里获民主党提名为该党2004年美国总统选举候选人，对上当时尋求連任总统的小布什，但败选告终。在本次總統選舉期間，美國越戰老兵組成的組織「快艇老兵說真相」（Swift Boat Veterans for Truth）推出連串廣告攻擊他謊報越戰的經歷。他回擊廣告不實，但對其支持度仍造成一定程度的影響，被認為是落選的原因之一。
克里在2008年成功連任參議員。

### 美國國務卿

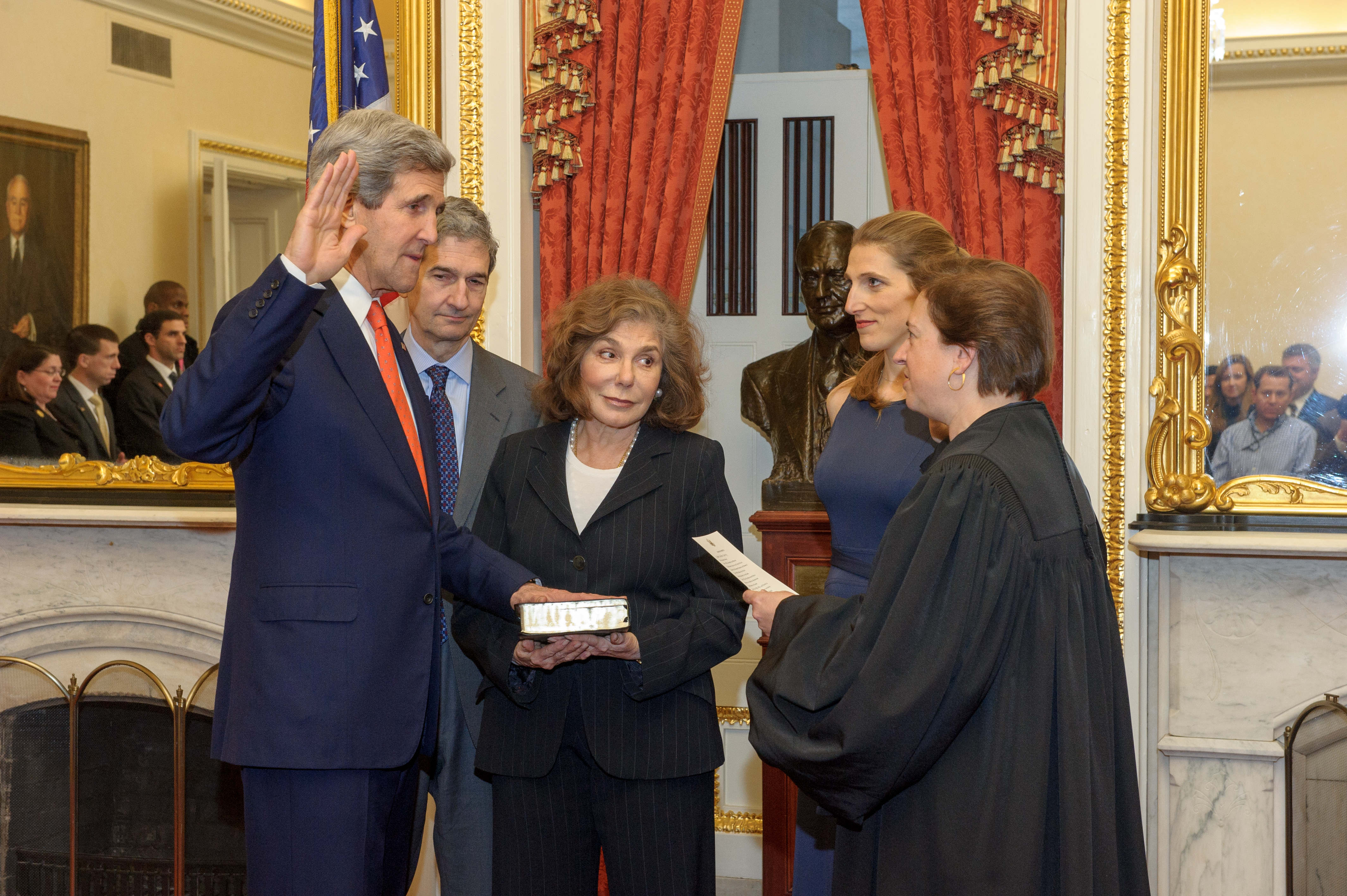
2013年2月1日，克里（高举右手者）宣誓就任美国国务卿

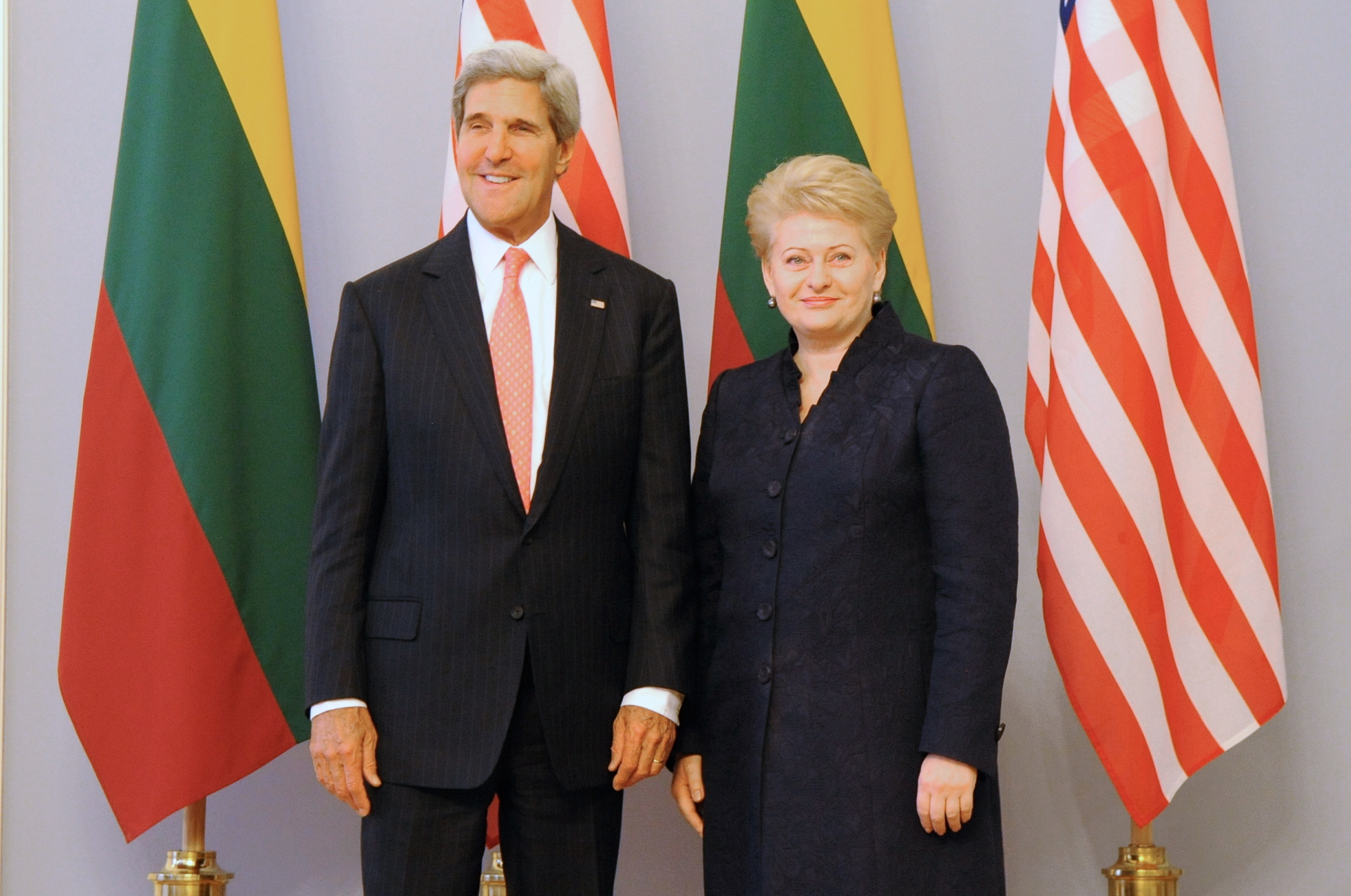
2013年9月7日克里在维尔纽斯与立陶宛总统达利娅·格里包斯凯特会面

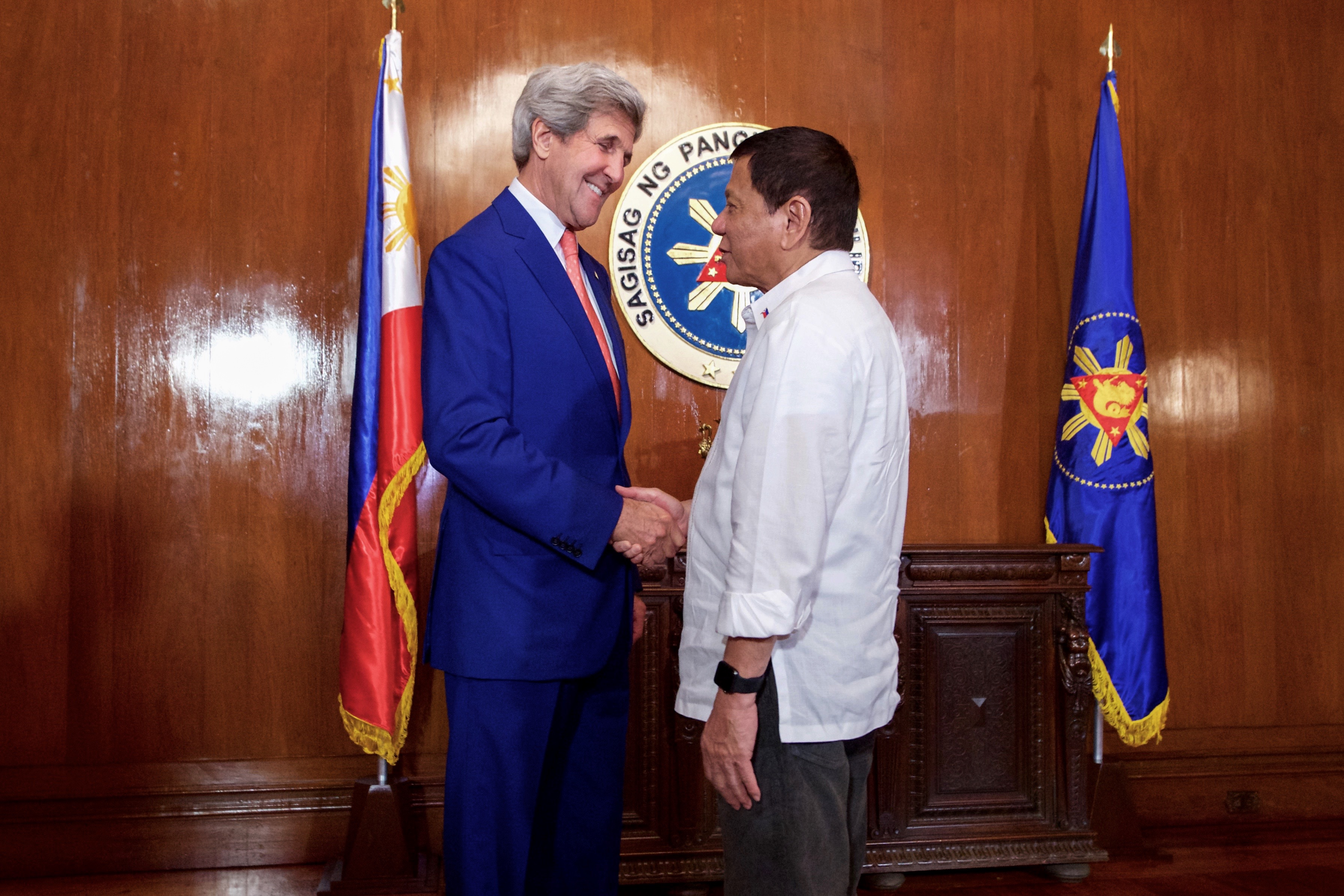
2016年7月26日克里在马尼拉与菲律宾总统罗德里戈·杜特尔特会面握手

2012年12月21日，美国总统贝拉克·奥巴马提名克里為接任希拉里·克林頓的美國國務卿人選。2013年1月24日，克里出席了参议院外交委员会为核准这项提名举行的听证会，他说，一旦参议院核准他就任国务卿后，他会小心谨慎审视美国提升驻亚洲军力的作法，他“不能确信现在有必要在亚洲增加军事力量”，并担心美国在亚洲增加军力会不必要地激怒中国；他还质疑美国战略重心东移的说法是否恰当，并强调美国不会减少对欧洲和中东等地区的关注。

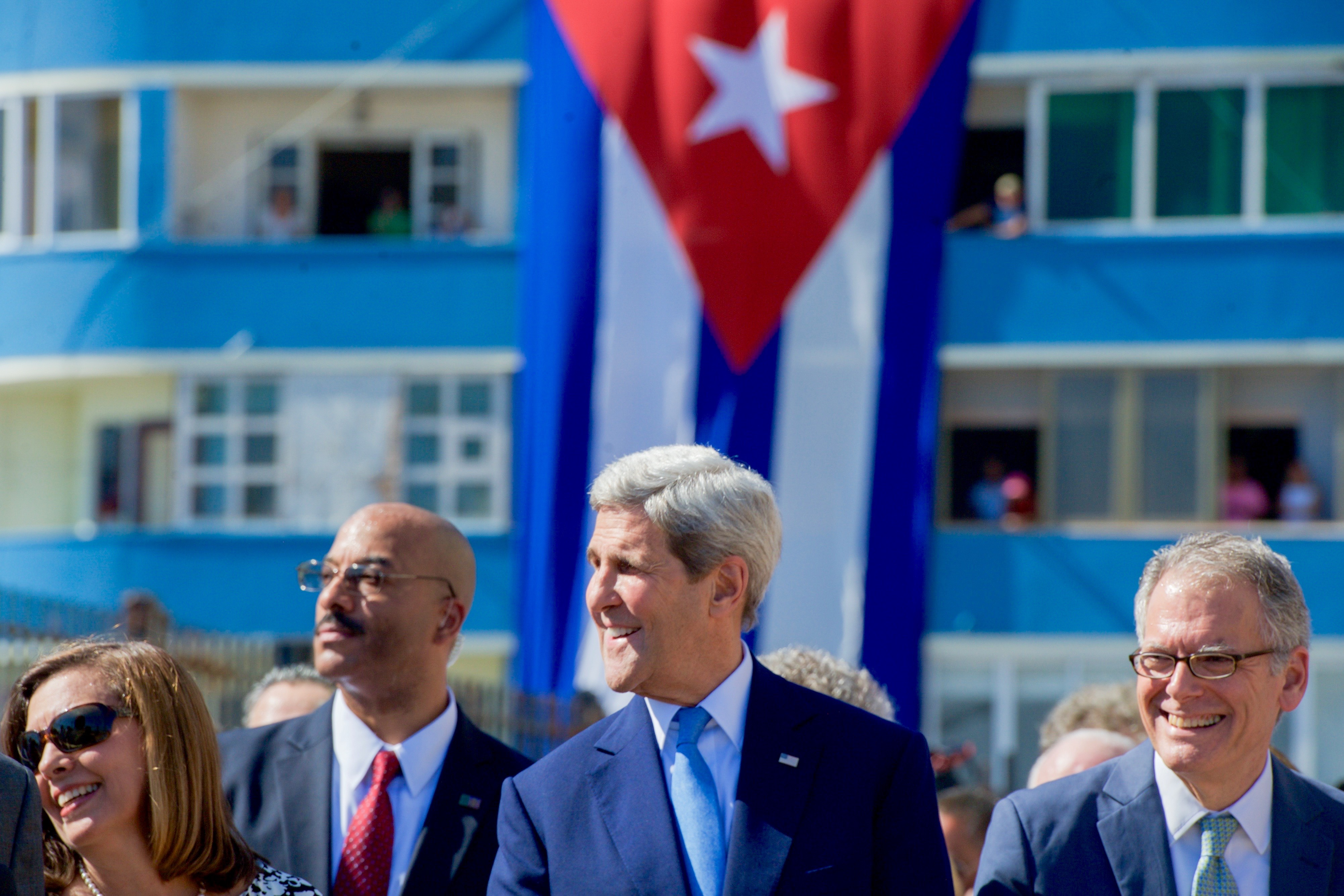
克里是第一位访问古巴的美国国务卿（2015年8月14日）

2013年1月26日，参议院外交委员会舉行了克里接任國務卿的聽證會，他獲得了大部分委員會成員支持；29日，克里接任國務卿同意案於參議院全院院會舉行投票，贊成票94票、反對票3票，表決同意克里接任國務卿。在給麻薩諸塞州州長德瓦尔·帕特里克的辭職信裡，克里宣佈他將於2月1日辭去聯邦參議員職位。2013年2月1日，克里宣誓就職美國國務卿，是16年來第一名任職美國國務卿的白人男性。

### 总统气候特使
2020年11月23日，乔·拜登在就任總統前宣布凱瑞将在他的内阁团队中出任首位美国总统气候特使。2021年9月份，中国气候变化事务特使解振華等人與凱瑞會面後，雙方同意加強減排合作，隨後由中共中央总书记兼中国国家主席習近平宣布不再新建境外煤電項目。2024年3月6日，凱瑞辭去氣候特使的職務。